# Ronzon
Ronzon est un hameau de la commune belge de Rendeux située en Région wallonne dans la province de Luxembourg.
Avant la fusion des communes de 1977, Ronzon faisait déjà partie de la commune de Rendeux.

## Situation
Ce hameau ardennais se situe sur le versant occidental et la rive gauche de l'Ourthe. Il se trouve sur les hauteurs de la route nationale 833 entre les villages de Rendeux-Haut et de Marcourt.

## Description
Ronzon est principalement et initialement composé de fermettes bâties en moellons de grès.

## Patrimoine
Située dans la rue des Tilleuls, la chapelle Saint Joseph date de 1874. Cet édifice mononef de style néo-roman est construit en moellons de grès encadrés de pierres de taille.
Le château des Beaux-Arts est un petit château entouré d'un parc de 2 hectares comprenant des jardins à la française. Il date du début du XXe siècle et se trouve dans la rue Saint-Thibaut.

## Activités
Sous le hameau, de l'autre côté de la route nationale 833, un important camping est implanté au bord de l'Ourthe.